# Christian Eckerlin
Christian Eckerlin (* 16. November 1986 in Erbach (Odenwald)) ist ein Mixed-Martial-Arts-Kämpfer, der zurzeit im Mittelgewicht antritt. Er ist Mittelgewichts- und Weltergewichtschampion der German MMA Championship (GMC).

## Biografie
Eckerlin spielte Fußball in der Jugend des SV Darmstadt 98 und kam bis in die U23; er wurde in der Saison 2006/07 viermal in der drittklassigen Regionalliga Süd eingesetzt. In der Oberligasaison 2007/08 wurde er in den Kader der ersten Mannschaft aufgenommen, konnte sich aber keinen Stammplatz erarbeiten. 2019 beendete er seine Fußballkarriere.
Seinen ersten professionellen MMA-Kampf bestritt Eckerlin am 12. September 2009. Am 23. März 2019 erkämpfte er sich gegen Nihad Nasufovic den Titel im Mittelgewicht der GMC.
Seit 2021 betreibt Eckerlin einen YouTube-Kanal. Er ist Mitglied der Hells Angels und Betriebsleiter einer Striptease-Bar in Frankfurt am Main.
Am 24. März 2024 hat der MMA-Kämpfer Christian Jungwirth, bekennender VfB-Stuttgart-Fan und ehemaliger Hooligan, nach seinem Kampf Christian Eckerlin zum Duell „Stuttgart gegen Frankfurt“ herausgefordert, was Eckerlin ebenfalls nach seinem Kampf am 4. Mai 2024 angenommen hat.

## MMA-Statistik
| Jahr            | Tag           | Veranstaltung                                      | Gegner                     | Ergebnis für Eckerlin                               |
| --------------- | ------------- | -------------------------------------------------- | -------------------------- | --------------------------------------------------- |
| 2009            | 12. September | NOP – Night of Pain 2nd                            | Stephan Berg               | Sieg / TKO (Schläge) 1. Runde                       |
| 2009            | 5. Dezember   | TFS – Mix Fight Gala IX                            | Damian Baziak              | Sieg / Submission (Rear Naked Choke) 2. Runde       |
| 2010            | 1. Mai        | FSG – Cologne Fight Night                          | Willi Frank                | Sieg / Submission (Rear Naked Choke) 2. Runde       |
| 2010            | 29. Mai       | GMC 1 – The Beginning                              | Tobias Pokutta             | Sieg / Submission (Rear Naked Choke) 2. Runde       |
| 2010            | 11. September | RFC – Respect Fighting Championship 4              | Sebastian Baron            | Sieg / KO (Schläge) 1. Runde                        |
| 2010            | 9. Oktober    | GMC 2 – Continued                                  | Piotr Hallmann             | Sieg / TKO 4. Runde (Aufgabe)                       |
| 2011            | 28. April     | M-1 Challenge 25 – Zavurov vs. Enomoto             | Alexander Yakovlev         | Niederlage / Submission (Rear Naked Choke) 2. Runde |
| 2011            | 19. November  | M-1 Challenge 29 – Samoilov vs. Miranda            | Arsen Temirkhanov          | Niederlage / Submission (Armbar) 1. Runde           |
| 2012            | 24. März      | EMS – Middleweight Tournament Opening Round        | Ioan Cojocaru              | Sieg / Submission (Triangle Choke) 1. Runde         |
| 2012            | 13. Oktober   | EMMA 2 – Fight Night in Aarhus                     | David Rosmon               | Niederlage / TKO (Handverletzung) 1. Runde          |
| 2013            | 9. April      | M-1 Challenge 38 – Spring Battle                   | Rasul Abdulaev             | Niederlage / Entscheidung (einstimmig) 3. Runde     |
| 2017            | 11. März      | Superior FC 16 – Superior Fighting Championship 16 | Giovanni Melillo           | Niederlage / KO 2. Runde                            |
| 2017            | 16. September | Superior FC 18 – Superior Fighting Championship 18 | Viktor Dell                | Sieg / Submission (Rear Naked Choke) 1. Runde       |
| 2018            | 13. Oktober   | GMC 17 – German MMA Championship 17                | Julian Pennant             | Sieg / TKO (Schläge) 1. Runde                       |
| 2019            | 2. Februar    | GMC 18 – German MMA Championship 18                | Daniel Dörrer              | Sieg / TKO (Schläge) 1. Runde                       |
| 2019            | 23. März      | GMC 19 – German MMA Championship 19                | Nihad Nasufovic            | Sieg / Entscheidung (einstimmig) 5. Runde           |
| 2020            | 3. Oktober    | Fair FC 10 – Fair Fighting Championship 10         | Dejan Dragosavac           | Sieg / Submission (Armbar) 1. Runde                 |
| 2020            | 19. Dezember  | KSW 57 – De Fries vs. Kita                         | Albert Odzimkowski         | Sieg / Entscheidung (mehrheitlich) 3. Runde         |
| 2021            | 4. Dezember   | Oktagon MMA – Oktagon 29                           | Ioannis Palaiologos        | Sieg / Submission (Rear Naked Choke) 1. Runde       |
| 2022            | 4. Juni       | Oktagon MMA – Oktagon 33                           | Denilson Neves De Oliveira | No Contest (NC)                                     |
| 2022            | 15. Oktober   | Oktagon MMA – Oktagon 36                           | Denilson Neves De Oliveira | Sieg / Submission (Rear Naked Choke) 4. Runde       |
| 2023            | 18. November  | Oktagon MMA – Oktagon 49                           | Leandro Silva              | Niederlage / Entscheidung (einstimmig) 3. Runde     |
| 2024            | 4. Mai        | Oktagon MMA – Oktagon 57                           | Miroslav Broz              | Sieg / TKO (Ellenbogen) 2. Runde                    |
| 2024            | 12. Oktober   | Oktagon MMA – Oktagon 62                           | Christian Jungwirth        | Sieg / Entscheidung (einstimmig) 5. Runde           |
| 2025            | 29. Juni      | Oktagon MMA – Oktagon 73                           | Robert Pukac               | Niederlage / TKO (Schläge) 3. Runde                 |
| Quelle: Sherdog |               |                                                    |                            |                                                     |

## Erfolge
- Saarland-Meister im olympischen Boxen (2009)
- 1 × GMC Weltergewichts Champion (2010)
- GNP1 „K.O. des Jahres“ (national) (2010)
- 1 × GMC-Mittelgewichtschampion (2019)
- Fair FC Mittelgewichts Champion (2020)